# Вољевци
Вољевци су насеље у Србији у општини Мали Зворник у Мачванском округу. Према попису из 2022. било је 534 становника.
Овде се налази Црква Свете Тројице у Вољевцима.

## Демографија
У насељу Вољевци живи 564 пунолетна становника, а просечна старост становништва износи 38,0 година (36,2 код мушкараца и 40,1 код жена). У насељу има 240 домаћинстава, а просечан број чланова по домаћинству је 3,00.
Ово насеље је великим делом насељено Србима (према попису из 2002. године), а у последња три пописа, примећен је пад у броју становника.
|  |

| Демографија | Демографија | Демографија |
| Година      | Становника  | Становника  |
| ----------- | ----------- | ----------- |
| 1948.       | 677         |             |
| 1953.       | 739         |             |
| 1961.       | 763         |             |
| 1971.       | 730         |             |
| 1981.       | 847         |             |
| 1991.       | 780         | 773         |
| 2002.       | 719         | 742         |

| Етнички састав према попису из 2002.‍ | Етнички састав према попису из 2002.‍ | Етнички састав према попису из 2002.‍ | Етнички састав према попису из 2002.‍ | Етнички састав према попису из 2002.‍ |
| ------------------------------------ | ------------------------------------ | ------------------------------------ | ------------------------------------ | ------------------------------------ |
|                                      |                                      |                                      |                                      |                                      |
| Срби                                 | Срби                                 |                                      | 702                                  | 97,63%                               |
| Хрвати                               | Хрвати                               |                                      | 1                                    | 0,13%                                |
| непознато                            | непознато                            |                                      | 15                                   | 2,08%                                |

| Година пописа     | 1948. | 1953. | 1961. | 1971. | 1981. | 1991. | 2002. |
| ----------------- | ----- | ----- | ----- | ----- | ----- | ----- | ----- |
| Број домаћинстава | 104   | 105   | 114   | 134   | 174   | 197   | 240   |

| Број чланова      | 1  | 2  | 3  | 4  | 5  | 6 | 7 | 8 | 9 | 10 и више | Просек |
| ----------------- | -- | -- | -- | -- | -- | - | - | - | - | --------- | ------ |
| Број домаћинстава | 38 | 66 | 39 | 66 | 21 | 7 | 3 | 0 | 0 | 0         | 3,00   |

| Пол    | Укупно | Неожењен/Неудата | Ожењен/Удата | Удовац/Удовица | Разведен/Разведена | Непознато |
| ------ | ------ | ---------------- | ------------ | -------------- | ------------------ | --------- |
| Мушки  | 305    | 92               | 195          | 15             | 3                  | 0         |
| Женски | 288    | 40               | 205          | 40             | 3                  | 0         |
| УКУПНО | 593    | 132              | 400          | 55             | 6                  | 0         |

| Пол    | Укупно                    | Пољопривреда, лов и шумарство | Рибарство                            | Вађење руде и камена | Прерађивачка индустрија       |
| ------ | ------------------------- | ----------------------------- | ------------------------------------ | -------------------- | ----------------------------- |
| Мушки  | 173                       | 64                            | 1                                    | 1                    | 17                            |
| Женски | 65                        | 41                            | 0                                    | 0                    | 6                             |
| УКУПНО | 238                       | 105                           | 1                                    | 1                    | 23                            |
| Пол    | Производња и снабдевање   | Грађевинарство                | Трговина                             | Хотели и ресторани   | Саобраћај, складиштење и везе |
| Мушки  | 2                         | 51                            | 7                                    | 2                    | 10                            |
| Женски | 0                         | 0                             | 7                                    | 3                    | 0                             |
| УКУПНО | 2                         | 51                            | 14                                   | 5                    | 10                            |
| Пол    | Финансијско посредовање   | Некретнине                    | Државна управа и одбрана             | Образовање           | Здравствени и социјални рад   |
| Мушки  | 0                         | 5                             | 4                                    | 1                    | 0                             |
| Женски | 0                         | 0                             | 0                                    | 2                    | 4                             |
| УКУПНО | 0                         | 5                             | 4                                    | 3                    | 4                             |
| Пол    | Остале услужне активности | Приватна домаћинства          | Екстериторијалне организације и тела | Непознато            | Непознато                     |
| Мушки  | 0                         | 0                             | 0                                    | 8                    | 8                             |
| Женски | 1                         | 0                             | 0                                    | 1                    | 1                             |
| УКУПНО | 1                         | 0                             | 0                                    | 9                    | 9                             |